# Pleurocera showalteri
Pleurocera showalteri là một loài ốc biển trong họ Pleuroceridae.Nó là loài đặc hữu của Hoa Kỳ.